# 天兔座
天兔座（/ˈliːpəs/，colloquially /ˈlɛpəs/）是在天球赤道以南的一個星座。它的拉丁名字是hare，意思是兔子。它位於獵戶座（獵人）的正南方，有時被表示為被獵人和他的獵犬追趕的野兔。
雖然野兔在希臘神話中並不代表任何特定的人或物，但天兔座是2世紀天文學家托勒密列出的48個星座之一，現在它仍然是IAU認定的88星座之一。

## 歷史與神話

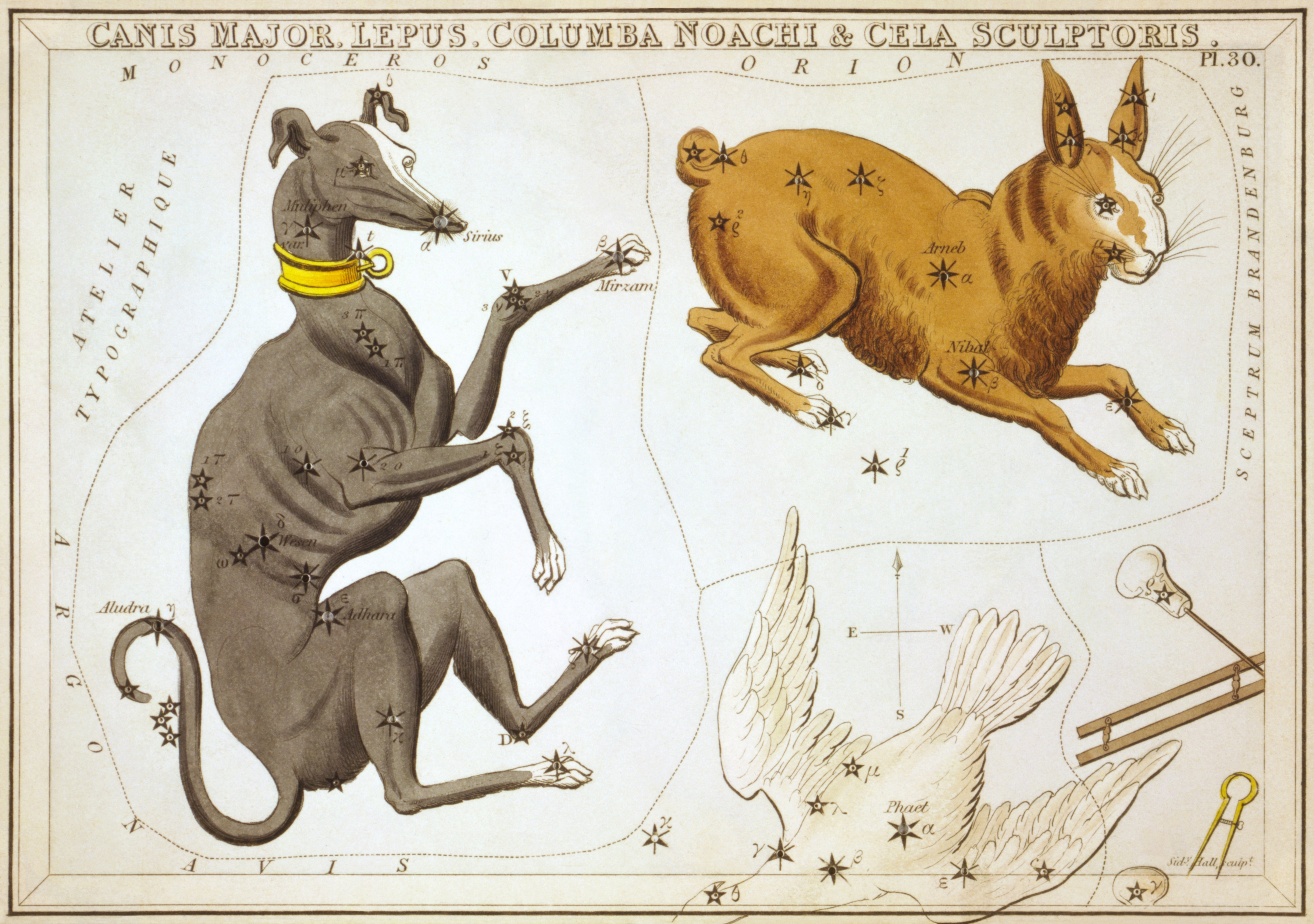
在「烏拉尼亞之鏡」星座圖卡中看到的天兔座（1825），左邊的另一個星座是豺狼座

天兔座最常被描述為被被獵犬（大犬座和小犬座）追逐，而被獵戶座殺的野兔。該星座也與月兔有關。
該星座的四顆恆星（廁一、廁二、廁三、廁四）形成一個四邊形，被稱為「獵人的踏腳凳」、「新的王座」或「你的椅子」、「最後面的椅子」，或是阿拉伯語中的「解渴的駱駝」。

## 特徵

### 恆星

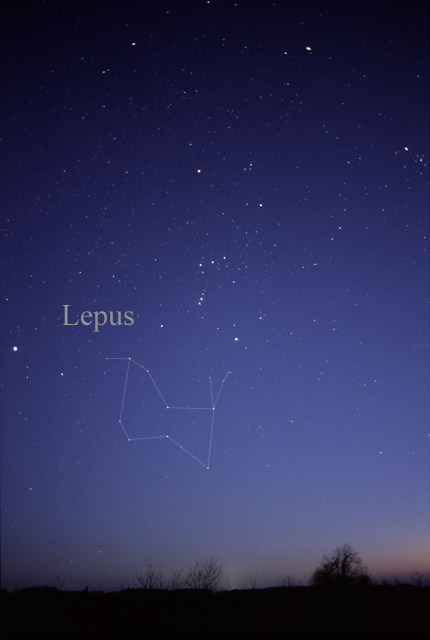
肉眼可見的天兔座。

天兔座有相當數量的明亮恆星，有單獨的恆星也有雙星。
- 廁一（天兔座α）：天兔座最亮的恆星，是一顆白色的超巨星，視星等2.6，距離地球約1,300光年，它的西方傳統名稱是Arneb，源自阿拉伯語的野兔（1571；رنب' '「arnab」）[4]。
- 廁二（天兔座β）：是一顆黃巨星，視星等為2.8，距離地球159光年。的西方傳統名稱是Nihal，源自阿拉伯文的短語「quenching their thirst」[4]，意思是「解渴」。
- 廁三（天兔座γ）：這是一顆可以用雙筒望遠鏡分辨的雙星。主星是一顆3.6等的黃色恆星，距離地球29光年。伴星是一顆6.2等的橙色恒星。
- 廁四（天兔座δ）：這是一顆黃巨星，視星等3.8，112光年，距離地球112光年。
- 屏二（天兔座ε）：這是一顆橙色的巨星，視星等 3.2[5]，距離地球227光年。
- 軍井二（天兔座κ）：是一顆可以用中等口徑業餘望遠鏡分辨的聯星，距離地球560光年。主星是一顆視星等為4.4等的藍白恆星，伴星是視星等為7.4等的恆星[3]。

天兔座有好幾顆變星，最著名的是天兔座R，它是一顆米拉變星。它也被稱為「欣德的紅星」，除了因為它引人注目的紅色，更因為它是以約翰·羅素·欣德命名的。天兔座R距離我們1500光年，它的星等從最低9.8級到最高7.3級不等，週期為420天。隨著星星變亮，紅色也更加明顯。天兔座T也是一顆米拉變星，它可以暗到12等，亮到5.5等。ESO的甚大望遠鏡干涉儀曾詳細觀測它變化。天兔座RX是一顆週期約2個月的半規則變星的紅巨星。它的星等最暗時為7.4等，最亮時的星等為5.0。

### 深空天體
天兔座有一個梅西耶天體，M79。它是一個球狀星團，視星等8.0等，距離地球42,000光年。它是北天球冬季可見的少數球狀星團之一，在分類上是夏普力V級的星團。這意味著它的中心有一個中等集中度，它經常被描述為具有「海星」的形狀。
M79於1780年由皮埃爾·梅尚發現。

### Inline citations
1. 1 2  IAU, The Constellations, Lepus.
2. ↑  "Skys & Telescope: March 2008", Southern Hemisphere Highlights: by Shermend
3. 1 2 3  Ridpath & Tirion 2001，第170-171頁.
4. 1 2  .   [22 May 2016]. （原始内容存档于2019-03-30）.
5. ↑  Gutierrez-Moreno, Adelina;  et al. . Publicaciones Universidad de Chile. 1966, 1: 1–17. Bibcode:1966PDAUC...1....1G.
6. ↑  Levy 2005，第[页码请求]頁.
7. ↑  Unique Details Of Double Star In Orion Nebula And Star T Leporis Captured By 'Virtual' Telescope. ScienceDaily. Retrieved February 19, 2009,  （页面存档备份，存于）
8. ↑  Ridpath & Tirion 2001，第[页码请求]頁.
9. ↑  Levy 2005，第160-161頁.

### Sources referenced
- . The Constellations. International Astronomical Union.   [2024-02-17]. （原始内容存档于2013-07-08）.
- Allen, R. H. . New York: G. E. Stechart. 1899.
- Kunitzsch, P.; Smart T. . Cambridge (USA): Sky Publishing Corp. 2006.
- Levy, David H. . Prometheus Books. 2005. ISBN 1-59102-361-0.
- Ridpath, Ian; Tirion, Wil, , Princeton University Press, 2001, ISBN 0-691-08913-2
- Ridpath, Ian & Tirion, Wil (2007). Stars and Planets Guide, Collins, London. ISBN 978-0-00-725120-9. Princeton University Press, Princeton. ISBN 978-0-691-13556-4.

## 外部連結
- Hundred metre virtual telescope captures unique detailed colour image （页面存档备份，存于） — ESO's Organisational Release
- The Deep Photographic Guide to the Constellations: Lepus （页面存档备份，存于）
- Ian Ridpath's Star Tales – Lepus （页面存档备份，存于）
- Warburg Institute Iconographic Database (medieval and early modern images of Lepus) （页面存档备份，存于）